# Nuoto ai campionati mondiali di nuoto 2024 - Staffetta 4x100 metri stile libero maschile
La gara di nuoto della staffetta 4x100 metri stile libero maschile dei campionati mondiali di nuoto 2024 è stata disputata l'11 febbraio 2024 presso la Aspire Dome di Doha. Vi hanno preso parte 18 squadre nazionali.
La competizione è stata vinta dalla squadra cinese, formata da Pan Zhanle, Ji Xinjie, Zhang Zhanshuo e Wang Haoyu, mentre l'argento e il bronzo sono andati rispettivamente alla squadra italiana, formata da Alessandro Miressi, Lorenzo Zazzeri, Paolo Conte Bonin e Manuel Frigo, e a quella statunitense, formata da Matthew King, Shaine Casas, Luke Hobson e Carson Foster.

## Podio
| Posizione | Nazione     | Atleti                                                                              |
| --------- | ----------- | ----------------------------------------------------------------------------------- |
| Oro       | Cina        | Pan Zhanle Ji Xinjie Zhang Zhanshuo Wang Haoyu                                      |
| Argento   | Italia      | Alessandro Miressi Lorenzo Zazzeri Paolo Conte Bonin Manuel Frigo Leonardo Deplano* |
| Bronzo    | Stati Uniti | Matthew King Shaine Casas Luke Hobson Carson Foster Hunter Armstrong* Jack Aikins*  |

* Indica i nuotatori che hanno preso parte solo alle batterie

## Programma
| Data        | Ora (UTC+3) | Turno    |
| ----------- | ----------- | -------- |
| 11 febbraio | 11:43       | Batterie |
| 11 febbraio | 20:32       | Finale   |

## Record
Prima della competizione il record del mondo e il record dei campionati erano i seguenti:
| Record mondiale       | 3'08"24 | Stati Uniti Michael Phelps (47"51) Garrett Weber-Gale (47"02) Cullen Jones (47"65) Jason Lezak (46"06) | 11 agosto 2008 Pechino, Cina          |
| Record dei campionati | 3'09"06 | Stati Uniti Caeleb Dressel (47"63) Blake Pieroni (47"49) Zachary Apple (46"86) Nathan Adrian (47"08)   | 21 luglio 2019 Gwangju, Corea del Sud |

Nel corso della competizione non sono stati migliorati.

## Risultati

### Batterie
| Pos. | Batteria | Corsia | Nazione       | Atleti | Tempo   | Note             |
| ---- | -------- | ------ | ------------- | --- | ------- | ---------------- |
| 1    | 1        | 4      | Stati Uniti   | Hunter Armstrong (48"37) Jack Aikins (48"42) Luke Hobson (47"70) Carson Foster (47"83)                                  | 3'12"32 | Q                |
| 2    | 2        | 4      | Italia        | Lorenzo Zazzeri (48"33) Paolo Conte Bonin (48"16) Leonardo Deplano (48"59) Alessandro Miressi (47"88)                   | 3'12"96 | Q                |
| 3    | 2        | 0      | Gran Bretagna | Jacob Whittle (48"82) Tom Dean (49"13) Duncan Scott (48"25) Matthew Richards (47"76)                                    | 3'13"96 | Q                |
| 4    | 2        | 5      | Cina          | Wang Haoyu (48"08) Ji Xinjie (48"10) Zhang Zhanshuo (49"63) Pan Zhanle (48"26)                                          | 3'14"07 | Q                |
| 5    | 2        | 7      | Grecia        | Apostolos Christou (48"92) Stergios Bilas (48"81) Kristian Gkolomeev (47"86) Andreas Vazaios (48"74)                    | 3'14"33 | Q                |
| 6    | 2        | 6      | Serbia        | Velimir Stjepanović (48"87) Andrej Barna (47"63) Uroš Nikolić (49"60) Nikola Aćin (48"32)                               | 3'14"42 | Q                |
| 7    | 1        | 3      | Spagna        | Luis Domínguez (49"02) Sergio de Celis (48"11) Mario Mollà (48"28) César Castro (49"30)                                 | 3'14"71 | Q                |
| 8    | 1        | 6      | Ungheria      | Szebasztián Szabó (49"32) Dániel Mészáros (48"69) Adam Jaszo (48"43) Nandor Nemeth (48"29)                              | 3'14"73 | Q                |
| 9    | 1        | 7      | Svezia        | Robin Hanson (49"27) Björn Seeliger (47"97) Isak Eliasson (49"09) Marcus Holmquist (49"04)                              | 3'15"37 |                  |
| 10   | 2        | 2      | Polonia       | Kamil Sieradzki (48"91) Ksawery Masiuk (48"47) Mateusz Chowaniec (48"76) Kacper Majchrzak (49"57)                       | 3'15"71 |                  |
| 11   | 1        | 5      | Canada        | Javier Acevedo (48"99) Finlay Knox (47"96) Antoine Sauvé (49"38) Stephen Calkins (49"41)                                | 3'15"74 |                  |
| 12   | 2        | 3      | Corea del Sud | Yang Jae-hoon (49"28) Ji Yu-chan (48"90) Lee Yoo-yeon (48"69) Kim Min-suk (50"24)                                       | 3'17"11 |                  |
| 13   | 1        | 1      | Lituania      | Tomas Navikonis (49"00) Daniil Pancerevas (49"91) Tomas Lukminas (49"10) Rokas Jazdauskas (49"40)                       | 3'17"41 |                  |
| 14   | 1        | 2      | Singapore     | Mikkel Lee (49"64) Jonathan Tan (48"87) Ardi Azman (49"52) Darren Lim (50"49)                                           | 3'18"52 |                  |
| 15   | 2        | 1      | Messico       | Andres Dupont (48"81) Héctor Ruvalcaba (50"62) José Ángel Martínez (50"65) Jorge Iga (50"33)                            | 3'20"41 |                  |
| 16   | 1        | 0      | Bulgaria      | Josif Miladinov (50"43) Kaloyan Bratanov (49"42) Petar Mitsin (51"08) Yordan Yanchev (49"60)                            | 3'20"53 | Record nazionale |
| 17   | 2        | 9      | Slovacchia    | Tibor Tistan (50"82) Matej Duša (50"35) Richard Nagy (52"29) Frantisek Jablcnik (51"24)                                 | 3'24"70 | Record nazionale |
| 18   | 1        | 8      | Thailandia    | Dulyawat Kaewsriyong (50"88) Navaphat Wongcharoen (52"04) Ratthawit Thammananthachote (52"29) Tonnam Kanteemool (51"38) | 3'26"59 |                  |
| 19   | 2        | 8      | Vietnam       | Trần Hưng Nguyên (51"32) Nguyễn Huy Hoàng (54"04) Ngô Đình Chuyền (51"98) Nguyễn Quang Thuấn (53"03)                    | 3'30"37 |                  |

### Finale
| Pos.    | Corsia | Nazione       | Atleti                                                                                               | Tempo   | Note |
| ------- | ------ | ------------- | --- | ------- | ---- |
| Oro     | 6      | Cina          | Pan Zhanle (46"80) Ji Xinjie (48"18) Zhang Zhanshuo (48"63) Wang Haoyu (47"47)                       | 3'11"08 |      |
| Argento | 5      | Italia        | Alessandro Miressi (47"90) Lorenzo Zazzeri (47"99) Paolo Conte Bonin (47"83) Manuel Frigo (48"36)    | 3'12"08 |      |
| Bronzo  | 4      | Stati Uniti   | Matthew King (48"02) Shaine Casas (48"47) Luke Hobson (47"68) Carson Foster (48"12)                  | 3'12"29 |      |
| 4       | 3      | Gran Bretagna | Matt Richards (48"19) Jacob Whittle (48"36) Tom Dean (48"63) Duncan Scott (47"37)                    | 3'12"55 |      |
| 5       | 8      | Ungheria      | Nandor Nemeth (47"89) Szebasztián Szabó (48"27) Dániel Mészáros (49"06) Adam Jaszo (48"44)           | 3'13"66 |      |
| 6       | 2      | Grecia        | Apostolos Christou (48"95) Kristian Gkolomeev (48"17) Stergios Bilas (48"38) Andreas Vazaios (48"17) | 3'13"67 |      |
| 7       | 7      | Serbia        | Velimir Stjepanović (49"10) Andrej Barna (47"75) Uroš Nikolić (48"86) Nikola Aćin (48"17)            | 3'13"88 |      |
| 8       | 1      | Spagna        | Sergio de Celis (49"03) Luis Domínguez (48"16) Carles Coll Martí (49"40) Mario Mollà (48"34)         | 3'14"93 |      |